# Mistrovství Evropy ve volejbale mužů 1983
13. mistrovství Evropy ve volejbale mužů se konalo ve dnech 17. – 25. září v NDR.
Turnaje se zúčastnilo 12 týmů, rozdělených do tří čtyřčlenných skupin. První dvě družstva postoupila do finálové skupiny, týmy na třetím a čtvrtém místě hrály ve skupině o sedmé až dvanácté místo. Mistrem Evropy se stali volejbalisté Sovětského svazu.

## Kvalifikace
| Pořadatel - NDR | Přímý postup z ME 1981 - SSSR - Polsko - Bulharsko - Československo - Rumunsko | Postup z Kvalifikace - Finsko - Francie - Itálie - Maďarsko - Nizozemsko - Řecko |

## Výsledky a tabulky

### Skupina A (Erfurt)
| Datum    | Zápas                       | Výsledek | Sety  | Sety  | Sety  | Sety  | Sety |
| Datum    | Zápas                       | Výsledek | 1     | 2     | 3     | 4     | 5    |
| -------- | --------------------------- | -------- | ----- | ----- | ----- | ----- | ---- |
| 17. září | SSSR - Nizozemsko           | 3:0      | 15:9  | 15:13 | 15:8  |       |      |
| 17. září | Československo - Finsko     | 3:0      | 15:12 | 15:9  | 15:11 |       |      |
| 18. září | Československo - Nizozemsko | 3:2      | 15:8  | 15:8  | 17:19 | 15:17 | 15:8 |
| 18. září | SSSR - Finsko               | 3:1      | 15:17 | 15:7  | 15:8  | 15:11 |      |
| 19. září | Finsko - Nizozemsko         | 3:0      | 15:13 | 15:10 | 15:6  |       |      |
| 19. září | SSSR - Československo       | 3:0      | 15:12 | 15:7  | 15:10 |       |      |

| Poř | Země           | Body | Zápasy | Výhry | Prohry | Sety |
| --- | -------------- | ---- | ------ | ----- | ------ | ---- |
| 1.  | SSSR           | 6    | 3      | 3     | 0      | 9:1  |
| 2.  | Československo | 5    | 3      | 2     | 1      | 6:5  |
| 3.  | Nizozemsko     | 4    | 3      | 1     | 2      | 4:6  |
| 4.  | Finsko         | 3    | 3      | 0     | 3      | 2:9  |

### Skupina B (Suhl)
| Datum    | Zápas              | Výsledek | Sety  | Sety  | Sety  | Sety  | Sety  |
| Datum    | Zápas              | Výsledek | 1     | 2     | 3     | 4     | 5     |
| -------- | ------------------ | -------- | ----- | ----- | ----- | ----- | ----- |
| 17. září | Polsko - Francie   | 3:0k     | 15:0  | 15:0  | 15:0  |       |       |
| 17. září | Itálie - Rumunsko  | 3:2      | 15:12 | 15:11 | 5:15  | 12:15 | 15:11 |
| 18. září | Rumunsko - Francie | 3:2      | 9:15  | 15:13 | 11:15 | 15:11 | 15:12 |
| 18. září | Polsko - Itálie    | 3:1      | 15:13 | 16:14 | 2:15  | 16:14 |       |
| 19. září | Itálie - Francie   | 3:1      | 14:16 | 15:9  | 15:7  | 15:2  |       |
| 19. září | Polsko - Rumunsko  | 3:2      | 13:15 | 15:11 | 18:20 | 15:10 | 15:10 |

K= Zápas Polsko - Francie skončil 3:2 (15:9, 15:4, 13:15, 11:15, 15:13), ale pro zjištěný doping francouzského hráče Clevenauxe, byl výsledek zápasu kontumován na 3:0.
| Poř | Země     | Body | Zápasy | Výhry | Prohry | Sety |
| --- | -------- | ---- | ------ | ----- | ------ | ---- |
| 1.  | Polsko   | 6    | 3      | 3     | 0      | 9:3  |
| 2.  | Itálie   | 5    | 3      | 2     | 1      | 7:6  |
| 3.  | Rumunsko | 4    | 3      | 1     | 2      | 7:8  |
| 4.  | Francie  | 3    | 3      | 0     | 3      | 3:9  |

### Skupina C (Berlín)
| Datum    | Zápas                | Výsledek | Sety  | Sety  | Sety  | Sety  | Sety |
| Datum    | Zápas                | Výsledek | 1     | 2     | 3     | 4     | 5    |
| -------- | -------------------- | -------- | ----- | ----- | ----- | ----- | ---- |
| 17. září | NDR - Maďarsko       | 3:0      | 15:6  | 15:11 | 15:9  |       |      |
| 17. září | Bulharsko - Řecko    | 3:0      | 16:14 | 15:6  | 15:8  |       |      |
| 18. září | Bulharsko - Maďarsko | 3:1      | 15:6  | 15:5  | 8:15  | 15:0  |      |
| 18. září | NDR - Řecko          | 3:1      | 15:11 | 15:10 | 8:15  | 15:9  |      |
| 19. září | Maďarsko - Řecko     | 3:1      | 15:10 | 15:13 | 15:17 | 15:10 |      |
| 19. září | Bulharsko - NDR      | 3:0      | 15:11 | 15:3  | 15:8  |       |      |

| Poř | Země      | Body | Zápasy | Výhry | Prohry | Sety |
| --- | --------- | ---- | ------ | ----- | ------ | ---- |
| 1.  | Bulharsko | 6    | 3      | 3     | 0      | 9:1  |
| 2.  | NDR       | 5    | 3      | 2     | 1      | 6:4  |
| 3.  | Maďarsko  | 4    | 3      | 1     | 2      | 4:7  |
| 4.  | Řecko     | 6    | 3      | 0     | 3      | 2:9  |

### Finálová skupina (Berlín)
| Datum    | Zápas                      | Výsledek | Sety  | Sety  | Sety  | Sety  | Sety  |
| Datum    | Zápas                      | Výsledek | 1     | 2     | 3     | 4     | 5     |
| -------- | -------------------------- | -------- | ----- | ----- | ----- | ----- | ----- |
| 22. září | Itálie - Československo    | 3:2      | 11:15 | 13:15 | 17:15 | 15:12 | 15:12 |
| 22. září | Polsko - NDR               | 3:1      | 15:11 | 15:10 | 10:15 | 16:14 |       |
| 22. září | SSSR - Bulharsko           | 3:0      | 15:7  | 18:16 | 15:12 |       |       |
| 23. září | Polsko - Bulharsko         | 3:2      | 9:15  | 6:15  | 15:5  | 15:8  | 15:12 |
| 23. září | SSSR - Itálie              | 3:1      | 10:15 | 15:5  | 15:13 | 15:5  |       |
| 23. září | Československo - NDR       | 3:0      | 15:13 | 15:13 | 15:6  |       |       |
| 24. září | SSSR - NDR                 | 3:0      | 15:5  | 15:9  | 15:11 |       |       |
| 24. září | Itálie - Bulharsko         | 3:2      | 14:16 | 15:12 | 13:15 | 15:6  | 15:9  |
| 24. září | Polsko - Československo    | 3:0      | 15:10 | 15:9  | 15:10 |       |       |
| 25. září | Bulharsko - Československo | 3:0      | 16:14 | 15:3  | 15:13 |       |       |
| 25. září | NDR - Itálie               | 3:2      | 15:10 | 6:15  | 8:15  | 16:14 | 15:13 |
| 25. září | SSSR - Polsko              | 3:1      | 15:3  | 15:11 | 11:15 | 15:9  |       |

| Poř | Země           | Body | Zápasy | Výhry | Prohry | Sety  |
| --- | -------------- | ---- | ------ | ----- | ------ | ----- |
| 1.  | SSSR           | 10   | 5      | 5     | 0      | 15:2  |
| 2.  | Polsko         | 9    | 5      | 4     | 1      | 13:7  |
| 3.  | Bulharsko      | 7    | 5      | 2     | 3      | 10:9  |
| 4.  | Itálie         | 7    | 5      | 2     | 3      | 10:13 |
| 5.  | Československo | 6    | 5      | 1     | 4      | 5:12  |
| 6.  | NDR            | 6    | 5      | 1     | 4      | 4:14  |

### Skupina o 7. - 12. místo (Suhl)
| Datum    | Zápas                 | Výsledek | Sety  | Sety  | Sety  | Sety  | Sety  |
| Datum    | Zápas                 | Výsledek | 1     | 2     | 3     | 4     | 5     |
| -------- | --------------------- | -------- | ----- | ----- | ----- | ----- | ----- |
| 22. září | Řecko - Rumunsko      | 3:0      | 15:12 | 15:10 | 15:13 |       |       |
| 22. září | Nizozemsko - Maďarsko | 3:0      | 15:9  | 15:6  | 15:3  |       |       |
| 22. září | Finsko - Francie      | 3:1      | 15:10 | 4:15  | 15:6  | 15:12 |       |
| 23. září | Rumunsko - Maďarsko   | 3:2      | 15:13 | 13:15 | 15:11 | 9:15  | 15:11 |
| 23. září | Finsko - Řecko        | 3:1      | 12:15 | 15:8  | 15:9  | 15:8  |       |
| 23. září | Nizozemsko - Francie  | 3:0      | 15:12 | 15:12 | 15:2  |       |       |
| 24. září | Finsko - Maďarsko     | 3:1      | 15:5  | 14:16 | 15:5  | 15:7  |       |
| 24. září | Řecko - Francie       | 3:1      | 15:11 | 9:15  | 15:11 | 15:10 |       |
| 24. září | Rumunsko - Nizozemsko | 3:1      | 15:13 | 11:15 | 15:7  | 15:12 |       |
| 25. září | Francie - Maďarsko    | 3:2      | 8:15  | 15:12 | 15:7  | 10:15 | 15:12 |
| 25. září | Řecko - Nizozemsko    | 3:0      | 15:7  | 15:11 | 15:11 |       |       |
| 25. září | Rumunsko - Finsko     | 3:0      | 15:5  | 15:11 | 15:11 |       |       |

| Poř | Země       | Body | Zápasy | Výhry | Prohry | Sety |
| --- | ---------- | ---- | ------ | ----- | ------ | ---- |
| 7.  | Finsko     | 9    | 5      | 4     | 1      | 12:6 |
| 8.  | Rumunsko   | 9    | 5      | 4     | 1      | 12:8 |
| 9.  | Řecko      | 8    | 5      | 3     | 2      | 11:7 |
| 10. | Nizozemsko | 7    | 5      | 2     | 3      | 7:9  |
| 11. | Maďarsko   | 6    | 5      | 1     | 4      | 8:13 |
| 12. | Francie    | 6    | 5      | 1     | 4      | 7:14 |

## Konečné pořadí
| 13.              | Mistrovství Evropy 1983 | Z | V | P | Sety  | B  |
| ---------------- | ----------------------- | - | - | - | ----- | -- |
| Zlatá medaile    | Sovětský svaz           | 7 | 7 | 0 | 21:3  | 14 |
| Stříbrná medaile | Polsko                  | 7 | 6 | 1 | 19:9  | 13 |
| Bronzová medaile | Bulharsko               | 7 | 4 | 3 | 16:10 | 11 |
| 4.               | Itálie                  | 7 | 4 | 3 | 16:16 | 11 |
| 5.               | Československo          | 7 | 3 | 4 | 11:14 | 10 |
| 6.               | NDR                     | 7 | 3 | 4 | 10:15 | 10 |
| 7.               | Finsko                  | 7 | 4 | 3 | 13:12 | 11 |
| 8.               | Rumunsko                | 7 | 4 | 3 | 16:14 | 11 |
| 9.               | Řecko                   | 7 | 3 | 4 | 12:13 | 10 |
| 10.              | Nizozemsko              | 7 | 2 | 5 | 9:15  | 9  |
| 11.              | Maďarsko                | 7 | 1 | 6 | 9:19  | 8  |
| 12.              | Francie                 | 7 | 1 | 6 | 8:20  | 8  |